# Final de la Copa Africana de Naciones 2017
La final de la Copa Africana de Naciones de 2017 fue jugada en el Stade d'Angondjé el 5 de febrero de 2017, los finalistas del torneo fueron la selección de Egipto y la selección de Camerún. El ganador del partido tenía derecho a participar en la Copa FIFA Confederaciones de 2017 que sería realizada en Rusia. Finalmente Camerún se corona campeón de África por un estrecho marcador de 2 a 1, el gol del triunfo fue convertido por Vincent Aboubakar cerca del término del encuentro.

## Enfrentamiento
| Bandera de Egipto | vs. | Bandera de Camerún |
| Egipto 1          | vs. | Camerún 2          |
| ----------------- | --- | ------------------ |

## Camino a la final
| Equipo | Pts. | PJ | PG | PE | PP | GF | GC | Dif |
| ------ | ---- | -- | -- | -- | -- | -- | -- | --- |
| Egipto | 7    | 3  | 2  | 1  | 0  | 2  | 0  | 2   |
| Ghana  | 6    | 3  | 2  | 0  | 1  | 2  | 1  | 1   |
| Malí   | 2    | 3  | 0  | 2  | 1  | 1  | 2  | -1  |
| Uganda | 1    | 3  | 0  | 1  | 2  | 1  | 3  | -2  |

| Equipo       | Pts. | PJ | PG | PE | PP | GF | GC | Dif |
| ------------ | ---- | -- | -- | -- | -- | -- | -- | --- |
| Burkina Faso | 5    | 3  | 1  | 2  | 0  | 4  | 2  | 2   |
| Camerún      | 5    | 3  | 1  | 2  | 0  | 3  | 2  | 1   |
| Gabón        | 3    | 3  | 0  | 3  | 0  | 2  | 2  | 0   |
| Guinea-Bisáu | 1    | 3  | 0  | 1  | 2  | 2  | 5  | -3  |

## Partido
| 1          | Guardameta     | Essam El-Hadary  |     |
| 3          | Defensa        | Ahmed Elmohamady |     |
| 6          | Defensa        | Ahmed Hegazy     |     |
| 2          | Defensa        | Ali Gabr         |     |
| 7          | Defensa        | Ahmed Fathy      |     |
| 8          | Centrocampista | Tarek Hamed      |     |
| 17         | Centrocampista | Mohamed Elneny   |     |
| 10         | Centrocampista | Mohamed Salah    |     |
| 19         | Centrocampista | Abdallah Said    |     |
| 21         | Delantero      | Trézéguet        | 66' |
| 18         | Delantero      | Amr Warda        |     |
| Entrenador | Entrenador     | Héctor Cúper     |     |

| 1          | Guardameta     | Fabrice Ondoa          |       |
| 19         | Defensa        | Collins Fai            |       |
| 5          | Defensa        | Michael Ngadeu-Ngadjui |       |
| 4          | Defensa        | Adolphe Teikeu         | 31'   |
| 6          | Defensa        | Ambroise Oyongo        |       |
| 15         | Centrocampista | Sébastien Siani        |       |
| 17         | Centrocampista | Arnaud Djoum           |       |
| 9          | Centrocampista | Jacques Zoua           | 90+4' |
| 13         | Delantero      | Christian Bassogog     |       |
| 8          | Delantero      | Benjamin Moukandjo     |       |
| 18         | Delantero      | Robert Ndip Tambe      | 46'   |
| Entrenador | Entrenador     | Hugo Broos             |       |

| 14 | Centrocampista | Ramadan Sobhi | 66' |

| 3  | Defensa        | Nicolas Nkoulou   | 31'   |
| 10 | Delantero      | Vincent Aboubakar | 46'   |
| 14 | Centrocampista | Georges Mandjeck  | 90+4' |

| Amonestado | 90+2' | Ramadan Sobhi |

| Amonestado | 89'   | Vincent Aboubakar  |
| Amonestado | 90+2' | Collins Fai        |
| Amonestado | 90+4' | Christian Bassogog |

| Anotado | 22' | Mohamed Elneny | 1-0 |

| Anotado | 60' | Nicolas Nkoulou   | 1-1 |
| Anotado | 89' | Vincent Aboubakar | 1-2 |

| Árbitro             | Janny Sikazwe              |
| Árbitros asistentes | Jerson Emiliano Dos Santos |
| Árbitros asistentes | Marwa Range                |
| Cuarto Árbitro      | Daniel Bennett             |

| 1          | Guardameta     | Essam El-Hadary  |     |
| 3          | Defensa        | Ahmed Elmohamady |     |
| 6          | Defensa        | Ahmed Hegazy     |     |
| 2          | Defensa        | Ali Gabr         |     |
| 7          | Defensa        | Ahmed Fathy      |     |
| 8          | Centrocampista | Tarek Hamed      |     |
| 17         | Centrocampista | Mohamed Elneny   |     |
| 10         | Centrocampista | Mohamed Salah    |     |
| 19         | Centrocampista | Abdallah Said    |     |
| 21         | Delantero      | Trézéguet        | 66' |
| 18         | Delantero      | Amr Warda        |     |
| Entrenador | Entrenador     | Héctor Cúper     |     |

| 1          | Guardameta     | Fabrice Ondoa          |       |
| 19         | Defensa        | Collins Fai            |       |
| 5          | Defensa        | Michael Ngadeu-Ngadjui |       |
| 4          | Defensa        | Adolphe Teikeu         | 31'   |
| 6          | Defensa        | Ambroise Oyongo        |       |
| 15         | Centrocampista | Sébastien Siani        |       |
| 17         | Centrocampista | Arnaud Djoum           |       |
| 9          | Centrocampista | Jacques Zoua           | 90+4' |
| 13         | Delantero      | Christian Bassogog     |       |
| 8          | Delantero      | Benjamin Moukandjo     |       |
| 18         | Delantero      | Robert Ndip Tambe      | 46'   |
| Entrenador | Entrenador     | Hugo Broos             |       |

| 14 | Centrocampista | Ramadan Sobhi | 66' |

| 3  | Defensa        | Nicolas Nkoulou   | 31'   |
| 10 | Delantero      | Vincent Aboubakar | 46'   |
| 14 | Centrocampista | Georges Mandjeck  | 90+4' |

| Amonestado | 90+2' | Ramadan Sobhi |

| Amonestado | 89'   | Vincent Aboubakar  |
| Amonestado | 90+2' | Collins Fai        |
| Amonestado | 90+4' | Christian Bassogog |

| Anotado | 22' | Mohamed Elneny | 1-0 |

| Anotado | 60' | Nicolas Nkoulou   | 1-1 |
| Anotado | 89' | Vincent Aboubakar | 1-2 |

| Árbitro             | Janny Sikazwe              |
| Árbitros asistentes | Jerson Emiliano Dos Santos |
| Árbitros asistentes | Marwa Range                |
| Cuarto Árbitro      | Daniel Bennett             |

|                    |
| Bandera de Camerún |
| Campeón Camerún    |
| 5.to título        |